# Coenotephria albicans
Coenotephria albicans är en fjärilsart som beskrevs av Sohn-rethel 1929. Coenotephria albicans ingår i släktet Coenotephria och familjen mätare. Inga underarter finns listade i Catalogue of Life.